# روی ماریا دی آرویو
روی ماریا دی آرویو (انگلیسی: Rui Maria de Araújo؛ زادهٔ ۲۱ مهٔ ۱۹۶۴) یک سیاست‌مدار اهل تیمور شرقی است.